# به جین یونگ
به جین یونگ (کره‌ای: 배진영؛ زادهٔ ۱۰ مه ۲۰۰۰) خواننده اهل کره جنوبی است. او یکی از اعضای گروه پسرانهٔ کره جنوبی، CIX است و سابقاً عضو گروه پسرانهٔ وانا وان بوده‌است که پس از رتبه‌بندی فینال پرودوس ۱۰۱ فصل ۲ به رتبهٔ دهم رسید. به دنبال منحل شدن گروه وانا وان، به جین یونگ در ژوئیه ۲۰۱۹ به عنوان عضوی از گروه CIX فعالیتش را آغاز کرد.

## فیلم‌شناسی

### فیلم
| سال  | عنوان     | نقش  | توضیحات                 | منابع |
| ---- | --------- | ---- | ----------------------- | ----- |
| ۲۰۲۲ | آنتیک سوپ | سونگ | فیلم سنگاپوری – تایلندی | [ ۳ ] |

### برنامه تلویزیونی
| سال  | عنوان            | شبکه | نقش        | توضیحات    | منابع |
| ---- | ---------------- | ---- | ---------- | ---------- | ----- |
| ۲۰۱۷ | پرودوس ۱۰۱ فصل ۲ | ام‌نت | شرکت کننده | جایگاه دهم | [ ۴ ] |

### مجموعه اینترنتی
| سال  | عنوان          | پلتفرم   | نقش        | توضیحات  | منابع |
| ---- | -------------- | -------- | ---------- | -------- | ----- |
| ۲۰۲۱ | کاربر پیدا نشد | زونگ‌تی‌وی | شین یی جون | نقش اصلی | [ ۵ ] |